# Phylocentropus shigae
Phylocentropus shigae là một loài Trichoptera trong họ Dipseudopsidae. Chúng phân bố ở miền Cổ bắc.